# Аланов, Егор Вячеславович
Егор Вячеславович Аланов (род. 16 декабря 2000, Ротенбург) — российский, немецкий хоккеист, защитник.

## Биография
Младший брат хоккеиста Евгения Аланова. Родители жили в Новосибирске, но мать родила Егора Аланова в немецком Ротенбурге, куда в середине 1990-х уехала её мать. Через полтора месяца после родов семья вернулась в Новосибирск. До 16 лет Аланов занимался хоккеем в «Сибири». Сезон 2017/18 провёл в академии «Ред Булл» Зальцбург, затем уехал в молодёжную команду шведского клуба «Векшё Лейкерс». 5 ноября 2019 подписал однолетний двусторонний контракт в качестве неограниченно свободного агента с клубом КХЛ «Динамо» Москва, 12 ноября дебютировал в домашнем матче с «Нефтехимиком». Провёл до конца сезона 11 матчей в КХЛ, 6 — в ВХЛ за «Динамо» Тверь и 7 — в МХЛ за МХК «Динамо» Москва. В следующем сезоне сыграл 12 матчей в КХЛ, 20 в ВХЛ за «Динамо» Красногорск и 9 — в плей-офф МХЛ. 22 апреля продлил соглашение на два года. 4 августа 2021 года был обменян в «Сибирь» на денежную компенсацию.

## Достижения
- Лучший защитник-бомбардир, лучший защитник-ассистент, лучший игрок по показателю полезности лиги Чехии U18 (2018)
- Чемпион МХЛ и обладатель Кубка Харламова (2021)[2]

## Ссылка
- r-hockey.ru